# مقبس 423
مقبس 423 (بالإنجليزية: Socket 423) وهو مصلة لوحدات المعالجة المركزية أنتجته شركة إنتل لتستخدمه في أول جيل من معالجاتها من نوع بنتيوم 4. وهذا المقبس لم يدم طويلا لأن تصميمه لم يساعد في أن يصل إلى سرعة نقل البيانات أكثر من 2.0 هرتز, فأنتجت شركة إنتل وحدات معالجة تدعم هذا المقبس لمدة أقل من سنة، من نوفامبر 2000 إلى أغسطس 2001, وإستبدلته بمقبس 478. وتم إنتاج قطعة باسم PowerLeap PL-P4/N لكي تمكن من استخدام وحدات معالجة تستخدم مقبس 478 على هذا المقبس.